# Горња Вечериска
Горња Вечериска је насељено место у Босни и Херцеговини у општини Витез. Административно припада Федерацији Босне и Херцеговине, односно њеном Средњобосанском кантону. Према попису становништва из 2013. у насељу је било 380 становника, а већинску популацију у насељу чинили су Хрвати.

## Становништво
По последњем службеном попису становништва из 2013. године у насељу Горња Вечериска живело је 380 становника, а село је било етнички хомогено са већинском хрватском популацијом.
| Националност | 2013. | 1991.        | 1981.        | 1971.        | 1961.        |
| Бошњаци      | —     | 0            | 0            | 0            | 1 (0,29%)    |
| Хрвати       | —     | 427 (97,71%) | 413 (97,18%) | 412 (100,0%) | 338 (99,12%) |
| Срби         | —     | 2 (0,45%)    | 1 (0,23%)    | 0            | 2 (0,58%)    |
| Југословени  | —     | 0            | 5 (1,17%)    | 0            | 0            |
| остали       | —     | 8 (1,83%)    | 6 (1,41%)    | 0            | 0            |
| Укупно       | 380   | 437          | 425          | 412          | 341          |